# Ladislav Štorek
Ladislav Štorek (5. ledna 1897 – květen 1945) byl český fotbalový brankář.

## Hráčská kariéra
S fotbalem začínal v pražské Spartě (1915–1919). Větší uplatnění nalezl v SK Kladno (1920–1928), jehož branku hájil i v nejvyšší soutěži (1925–1927). Za Kladno celkem (i mimo ligu) odchytal 309 zápasů a dokonce vstřelil jednu branku, působil i jako klubový funkcionář.

### Prvoligová bilance
| Ročník          | Zápasy | Góly | Minuty | Nuly | Klub      |
| --------------- | ------ | ---- | ------ | ---- | --------- |
| I. liga 1925/26 | 22     | 0    | 1 980  | 2    | SK Kladno |
| I. liga 1927    | –      | 0    | –      | –    | SK Kladno |
| CELKEM I. LIGA  | –      | 0    | –      | –    |           |